# Kumaner
Kumaner var et tyrkisk folk, som i 1000- og 1100-tallet var udbredt i Sydøsteuropa. Kumanerne var den vestlige del af kiptjakkernes stamme. 
Efter de mongolske invasioner af kumanerne (1241–42) flygtede en stor del af kumanerne til Ungarn, hvor de slog sig ned med kong Béla 4. af Ungarns samtykke. I Ungarn havde kumanerne nogle særrettigheder frem til 1638, og i en tid beholdt de deres nomadiske levemåde. I Ungarn blev de kristnet, og blev til slut assimileret  i Ungarns befolkning. 

## Sprog
Kumanernes sprog er dokumenteret  i manuskriptet Codex Cumanicus fra 1303; kodeksen er den ældste nedskrivning af tyrkiske sprog med latinske bogstaver.